# Cristo entre ángeles
El Cristo entre Cuatro Ángeles con los Instrumentos de la Pasión es una pintura del maestro del Renacimiento italiano Vittore Carpaccio, ejecutada en 1496 y ahora exhibida en los Civici Musei e Gallerie di Storia e Arte de Údine, norte de Italia.
La obra fue pintada para la iglesia de San Pedro Mártir de Udine. Fue expoliada por los austríacos después de las Guerras napoleónicas, y asignada al Hofmuseum en Viena en 1838. Fue devuelta a Italia en 1919.

## Descripción
La obra está firmada y datada VICTORIS CHARPATJO / VENETI OPVS / 1496 en una cartela sujeta a la base. Es contemporánea del ciclo de Carpaccio de la Leyenda de Santa Úrsula, y muestra influencias claras de Giovanni Bellini.
Describe a Cristo de pie sobre un doble escaño, sujetando la Cruz. Detrás hay una tela de damasco, sostenida por dos querubines y, a los lados, un paisaje inspirado en los cerros venecianos; el castillo en el lado derecho es similar a los de Údine. A los pies de Cristo y rodeándolo hay cuatro ángeles portando los Instrumentos de la Pasión: a la izquierda, la lanza sagrada, los clavos usados en la crucifixión, los látigos de la flagelación y la esponja santa. Sobre la cruz está la corona de espinas con la inscripción "INRI". De las llagas de Cristo brotan chorros de sangre que caen directamente en el Cáliz a su pie derecho.
El sacrificio de Cristo es también evocado por el ciervo que está siendo devorado por un leopardo sobre la hierba al pie de la ciudad fortificada, al fondo a la derecha.